# Humanos ao Vivo
Humanos ao Vivo es un álbum de la banda portuguesa Humanos, grabado en vivo en el Coliseu dos Recreios en Lisboa, Portugal. Fue lanzado en formato CD con dos DVD. El lanzamiento coincide con el fin de la banda en diciembre de 2006.

## Canciones

### CD
1. Na lama
2. A culpa é da vontade
3. A teia
4. Estou além
5. Maria Albertina
6. Já não sou quem era
7. Adeus que me vou embora
8. Anjinho da guarda
9. Amor de conserva
10. O corpo é que paga
11. Gelado de Verão
12. Hardcore (1º escalão)
13. Rugas
14. Estava eu agora a pensar em ti
15. Não me consumas
16. Quero é viver
17. Muda de vida

- Letras y melodías por António Variações.

### DVD 1
- Concierto en el Coliseu dos Recreios, 2005.
- Documental: Humanos - A Vida de Variações
- Videos musicales de "Muda de vida", "Maria Albertina", "Quero Viver"

### DVD 2
- Humanos en el Festival Sudoeste, 2005.

## Créditos
- Camané, (voz)
- David Fonseca, (voz y guitarra)
- Manuela Azevedo, (voz)
- Hélder Gonçalves, (bajo y guitarra)
- Nuno Rafael (guitarra)
- João Cardoso, (piano, teclados)
- Sérgio Nascimento, (bombo, percusión, batería)